# Піско-Радьківська сільська рада
Піско-Радьківська сільська́ ра́да — адміністративно-територіальна одиниця та орган місцевого самоврядування в Борівському районі Харківської області. Адміністративний центр — село Піски-Радьківські.

## Загальні відомості
- Піско-Радьківська сільська рада утворена 17 лютого 1943 року.
- Територія ради: 87,16 км²
- Населення ради: 2 724 особи (станом на 2001 рік)
- Водоймища на території, підпорядкованій даній раді: річка Карачаєва, Оскільське водосховище.

## Населені пункти
Сільській раді підпорядковані населені пункти:
- с. Піски-Радьківські
- с. Маліївка

## Склад ради
Рада складається з 16 депутатів та голови.
- Голова ради: Соловйова Віра Олександрівна
- Секретар ради: Шаповалова Віра Федорівна

### Керівний склад попередніх скликань
| Прізвище, ім'я, по батькові  | Основні відомості                                                         | Дата обрання | Дата звільнення |
| ---------------------------- | ------------------------------------------------------------------------- | ------------ | --------------- |
| Фесенко Микола Михайлович    | Сільський голова, 1961 року народження, безпартійний                      | 26.03.2006   | 31.10.2010      |
| Соловйова Віра Олександрівна | Сільський голова, 1978 року народження, освіта вища, член Партії регіонів | 31.10.2010   |                 |

Примітка: таблиця складена за даними сайту Верховної Ради України

### Депутати
За результатами місцевих виборів 2010 року депутатами ради стали:

#### За суб'єктами висування
| Суб'єкт висування                                       | Кількість обраних депутатів | %    |
| ------------------------------------------------------- | --------------------------- | ---- |
| Партія регіонів                                         | 12                          | 75   |
| Політична партія Всеукраїнське об'єднання «Батьківщина» | 2                           | 12,5 |
| Народна партія                                          | 1                           | 6,3  |
| Самовисування                                           | 1                           | 6,3  |

#### За округами
| № округу                                                | Прізвище, ім'я, по батькові     | Дата визнання обраним | Освіта  | Партійна приналежність                        | Відомості про обраного депутата                                    |
| ------------------------------------------------------- | ------------------------------- | --------------------- | ------- | --------------------------------------------- | ------------------------------------------------------------------ |
| Народна Партія                                          |                                 |                       |         |                                               |                                                                    |
| 5                                                       | Савченко Ольга Миколаївна       | 16.11.2010            | середня | член Народної партії                          | Піско-Радьківська сільська рада, касир                             |
| Партія регіонів                                         |                                 |                       |         |                                               |                                                                    |
| 1                                                       | Волохай Олена Вікторівна        | 16.11.2010            | середня | член Партії регіонів                          | Піско- Радьківській дитячо-виховний заклад, вихователь             |
| 2                                                       | Кушка Володимир Олександрович   | 16.11.2010            | середня | член Партії регіонів                          | Піско-Радьківський психоневрологічний інтернат, санітар            |
| 3                                                       | Дубовик Денис Вікторович        | 16.11.2010            | середня | член Партії регіонів                          | тимчасово не працює                                                |
| 4                                                       | Шевцова Олена Миколаївна        | 16.11.2010            | середня | член Партії регіонів                          | База відпочинку, різноробочій                                      |
| 7                                                       | Кривенко Ольга Андріївна        | 16.11.2010            | вища    | член Партії регіонів                          | пенсіонер                                                          |
| 10                                                      | Шаповалова Віра Федорівна       | 16.11.2010            | середня | член Партії регіонів                          | Піско-Радьківська сільська рада, секретар                          |
| 11                                                      | Шевченко Наталія Іванівна       | 16.11.2010            | середня | член Партії регіонів                          | Піско-Радьківська сільська рада, земле впорядник                   |
| 12                                                      | Костенко Тамара Іванівна        | 16.11.2010            | середня | член Партії регіонів                          | Піско-Радьківське поштове відділення зв'язку, листоноша            |
| 13                                                      | Михайлова Марина Георгіївна     | 16.11.2010            | вища    | член Партії регіонів                          | Піско-Радьківський будинок культури, художній керівник             |
| 14                                                      | Гонтар Наталія Петрівна         | 16.11.2010            | середня | член Партії регіонів                          | Піско- Радьківській дитячо-виховний заклад, вихователь             |
| 15                                                      | Перетятько Людмила Валентинівна | 16.11.2010            | вища    | член Партії регіонів                          | Піско-Радьківська загальноосвітня школа, вчитель                   |
| 16                                                      | Манько Віталій Олександрович    | 16.11.2010            | середня | член Партії регіонів                          | Піско-Радьківський психоневрологічний інтернат, культ. організатор |
| Політична партія Всеукраїнське об'єднання «Батьківщина» |                                 |                       |         |                                               |                                                                    |
| 8                                                       | Костенко Римма Борисівна        | 16.11.2010            | середня | член Всеукраїнського об'єднання «Батьківщина» | Піско- Радьківський фельдшерсько-акушерський пункт, фельдшер       |
| 9                                                       | Міщенко Світлана Володимирівна  | 16.11.2010            | середня | член Всеукраїнського об'єднання «Батьківщина» | ЧП Кадасонов, продавець                                            |
| Самовисування                                           |                                 |                       |         |                                               |                                                                    |
| 6                                                       | Фесенко Олександр Іванович      | 16.11.2010            | вища    | позапартійний                                 | приватний підприємець                                              |